# Yokuşbağları, Siirt
Yokuşbağları là một xã thuộc thành phố Siirt, tỉnh Siirt, Thổ Nhĩ Kỳ. Dân số thời điểm năm 2008 là 195 người.